# 長田哲也
長田 哲也（ながた てつや、1959年9月26日 - ）は、日本の政治家。石川県議会議員（2期）。元北陸放送（MRO）アナウンサー、同社元報道制作局アナウンス部長。

## 来歴・人物
石川県金沢市出身、星座はてんびん座。妻は元MROアナウンサーの金原ゆかり。
金沢市立額小学校・金沢市立額中学校・石川県立金沢二水高等学校卒業。立教大学文学部フランス文学科卒業後の1984年4月、MROに入社（同期に坂谷順子）。報道制作局アナウンス部に所属し、報道番組のキャスターや記者として活動。2018年10月末をもって退社。
退社に先立つ2018年10月14日、石川県議会議員（当時）の義父・金原博の後援会の席で、金原の後継として2019年石川県議会議員選挙へ出馬する意向を表明。同年12月に、石川県選挙管理委員会に政治資金規正法の規定に基づく政治団体の届出を行い、翌年3月に会見を開き、金原の地盤である金沢市選挙区から無所属で出馬する意向を正式に表明した。
第19回統一地方選挙の前半として2019年4月7日に投開票が行われた2019年石川県議会議員選挙の金沢市選挙区で14646票を獲得しトップ当選した。県議会では当初、一人会派「守破難」を結成した。同年8月に自由民主党へ入党し、会派「自由民主党石川県議会議員協議会」に加入した。なお義父の金原は1993年に奥田敬和らと自民党を離党して以降、新生党や新進石川などに所属し政界引退まで非自民の立場を取っていた。
2023年4月9日に投開票が行われた2024年石川県議会議員選挙には自民党公認で出馬し、9970票を得て2番目の得票数で再選。

## 北陸放送時代の担当・出演番組

### テレビ
- MROテレポート6
- ほっと石川（プロデューサー）
- ビッグモーニング（中継リポーター）
- MRO旅フェスタ2013　行くならここでしょ!（2013年6月23日）
- レオスタ（松村玲郎の代役として）
- MROニュース（随時）

### ラジオ
- テレテレパイレーツ[1]
- ベルセル ぺちゃくちゃパフェ[1]
- サントス 歌のレストラン[1]
- 石川名物!GOGOは本多町3丁目（木曜日・金曜日担当）
- 好キっと土曜日!（かつては松村玲郎の代理で幾度か出演したことがある）
- ホテル高洲園 電話でカラオケ
- フェアウェイジョッキー
- 今日も“シャキ”っと（ディレクター）
- 竜香のあぶない8時
- UGA!乙田修三の勝ち抜き歌謡道場（ディレクター）
- おいね★どいね（金曜第2部担当→火曜パーソナリティ）
- ムフフサンセット（ナイターシーズンのみ）
- 角野達洋・長田哲也のあさ☀ダッシュ!（木曜・金曜担当）
- ムフフナイト
- ぽっぷん王国ミュージックスタジアム
- MROニュース（随時）